# District de Samdrubtsé
Cette page contient des caractères spéciaux ou non latins. S’ils s’affichent mal (▯, ?, etc.), consultez la page d’aide Unicode.
Le district de Samdrubtsé (aussi Samdruptsé ou Samzhubzê; tibétain : བསམ་འགྲུབ་རྩེ་ཆུས།, Wylie : bsam 'grub rtse chus, pinyin tibétain : Samzhubzê qü, THL : samdrubtsé chü ; chinois simplifié : 桑珠孜区 ; chinois traditionnel : 桑珠孜區 ; pinyin : sāngzhūzī qū),,,, est la deuxième plus grande ville
de la région autonome du Tibet après la capitale Lhassa. C'est une ville-district, chef-lieu de la ville-préfecture de Shigatsé. Elle était nommée municipalité de Shigatsé ou municipalité de Xigazê (tibétain : གཞིས་ཀ་རྩེ་, Wylie : Gzhis-ka-rtse ; chinois simplifié : 日喀则市 ; chinois traditionnel : 日喀則市 ; pinyin : rìkāzé shì, du 12 décembre 1986 — 26 juin 2014.

## Dénomination
Sous la république populaire de Chine, elle est nommée ville-district de Shigatsé, 12 décembre 1986, puis, le 26 juin 2014, elle est rebaptisée d'après son ancien nom, en district de Samdrubtsé, afin d'éviter les confusions[Interprétation personnelle ?] avec la ville-préfecture de Shigatsé qui la contient,.

## Géographie
Elle est située au confluent du fleuve Yarlung Tsangpo ( Wylie : Yar-lung Gtsang-po) (ou Brahmapoutre) et de la rivière Nyang Chu (年楚河) dans l’ouest du Tibet et fut l’ancienne capitale de la province du Tsang, tandis que Lhassa était la capitale de l'Ü.

## Histoire
Tsangnyön (XVe siècle — début XVIe siècle), Dönyö Dorjé et leurs nombreux adeptes sont venus à Sambrubtsé (Shigatsé) où Tsangnyön enseigna le bouddhisme à de nombreuses personnes. Ils allèrent ensuite à Norbu Khyungtsé (en) (tibétain : ནོར་བུ་ཁྱུང), un bourg situé à 42 km au Sud-Est de Sambrubtsé, où ils passèrent l'été.
En 1447, le monastère de Tashilhunpo y est fondé, par Gendun Drub (1391 - 1475) qui obtiendra longtemps après sa mort le titre de 1er dalaï-lama. Ce monastère devient le siège du panchen-lama.

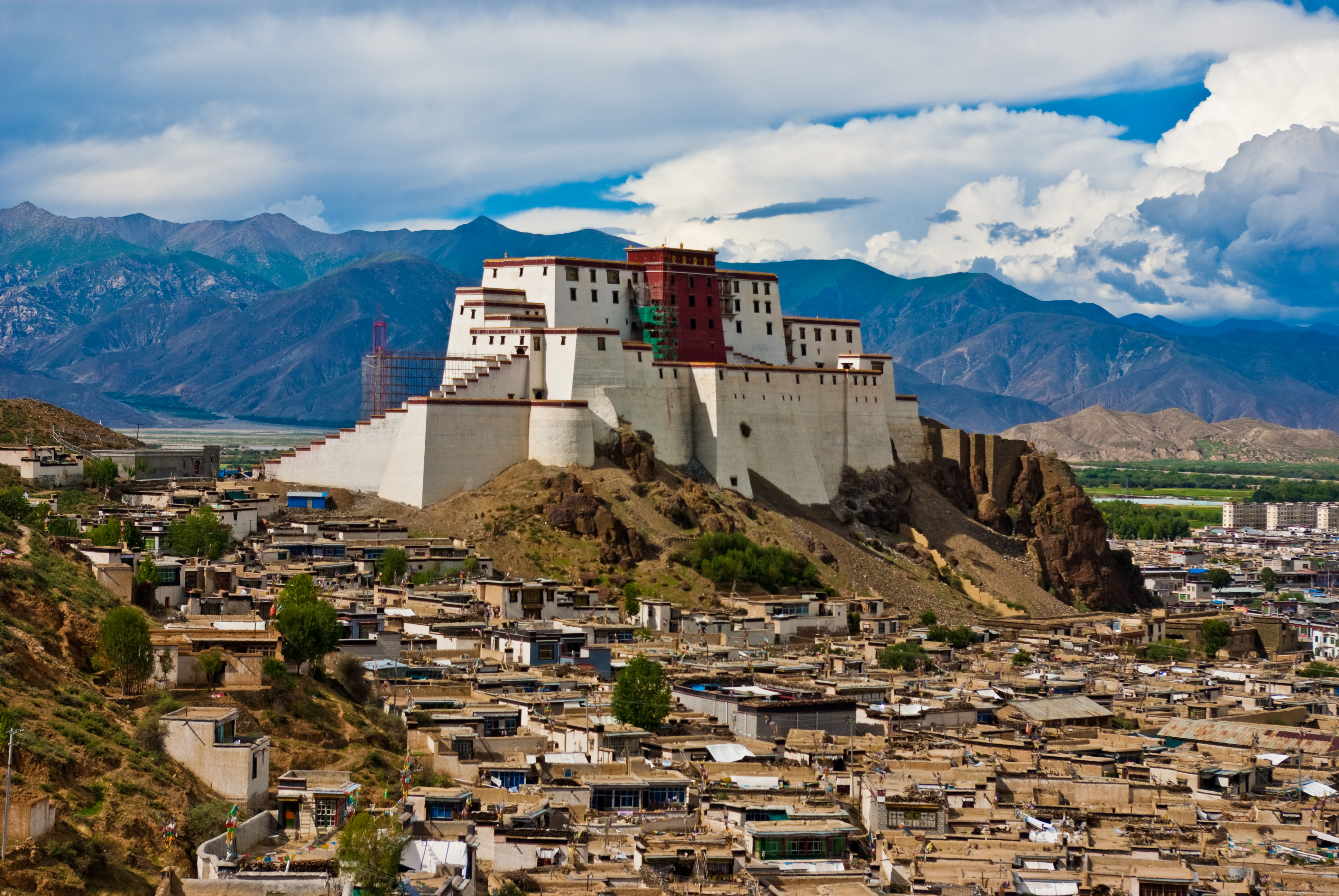
Dzong de Shigatsé (à l'origine, Dzong de Samdrubtsé)

Le Dzong de Shigatsé (Dzong de Samdrubtsé) était la forteresse des rois de Tsang située dans leur capitale. Lorsque les Qoshots, sous la direction de Tardongpa (homme à la cause du Dalaï-Lama), et les partisans du palais de Ganden Phodrang en révolte (siège du dalaï-lama), envahissent la plaine, le roi (Karma Tenkyong Wangpo) et les forces royales se réfugient dans la forteresse. Lobsang Gyatso, Ve dalaï-lama, déclare alors ne plus vouloir être sous le pouvoir du roi de Tsang. La forteresse est capturée par ceux-ci. Après avoir résisté aux troupes mongoles pendant près d'un an, le roi et ses deux ministres finirent par se rendre vers fin 1642.
Le dalaï-lama sera intronisé  au Dzong de Samdrubtsé comme le souverain du Tibet, Gushi Khan lui ayant offert en cadeau ses conquêtes du Tibet central et oriental. 1642 marque un tournant important dans l'histoire du Tibet puisque pour la première fois un dalaï-lama, alors simple abbé de monastère, devenait souverain du pays, marquant la fin de la période Phagmodrupa sur l'Ü-Tsang et le début de la période dite du Ganden Phodrang (1642 — 1959) sur l'ensemble du Tibet.

## Démographie
La population du district était de 91 293 habitants en 1999. La population urbaine était à cette même date de 46 060 habitants.

## Ligne ferroviaire Lhassa-Shigatsé
Entrée en service le 15 août 2014, une extension de la ligne ferroviaire Qing-Zang relie Lhassa, la capitale de la région autonome du Tibet, à Shigatsé. Longue de 253 kilomètres, elle traverse cinq comtés. Destinée au transport des voyageurs comme des marchandises, elle peut transporter 8,8 millions de tonnes de fret annuellement, permettant ainsi de désenclaver la région. Les trains peuvent y rouler à la vitesse maximale de 120 km/h, divisant ainsi par deux le temps de trajet entre Lhassa et Shigatsé,.
D'ici 2020, deux nouvelles lignes doivent relier Shigatsé à Nyalam, près de la frontière du Népal, et à Dromo, près de la frontière du Sikkim (Inde).

## Aéroport
Dénommé Aéroport de la paix et ouvert le 30 octobre 2010, l'aéroport de Shigatsé est situé à Jiangdan, dans la préfecture de Shigatsé, à 45 km de Shigatsé et à 3 782 m d'altitude.

## Centrale photovoltaïque
Située à 3 km du centre-ville, la centrale photovoltaïque de Shigatsé est créée en 2011 avec une puissance de 10 MW. En 2015, un agrandissement est entrepris pour porter sa capacité à 20 GWh.

## Sites touristiques
Ce sont :

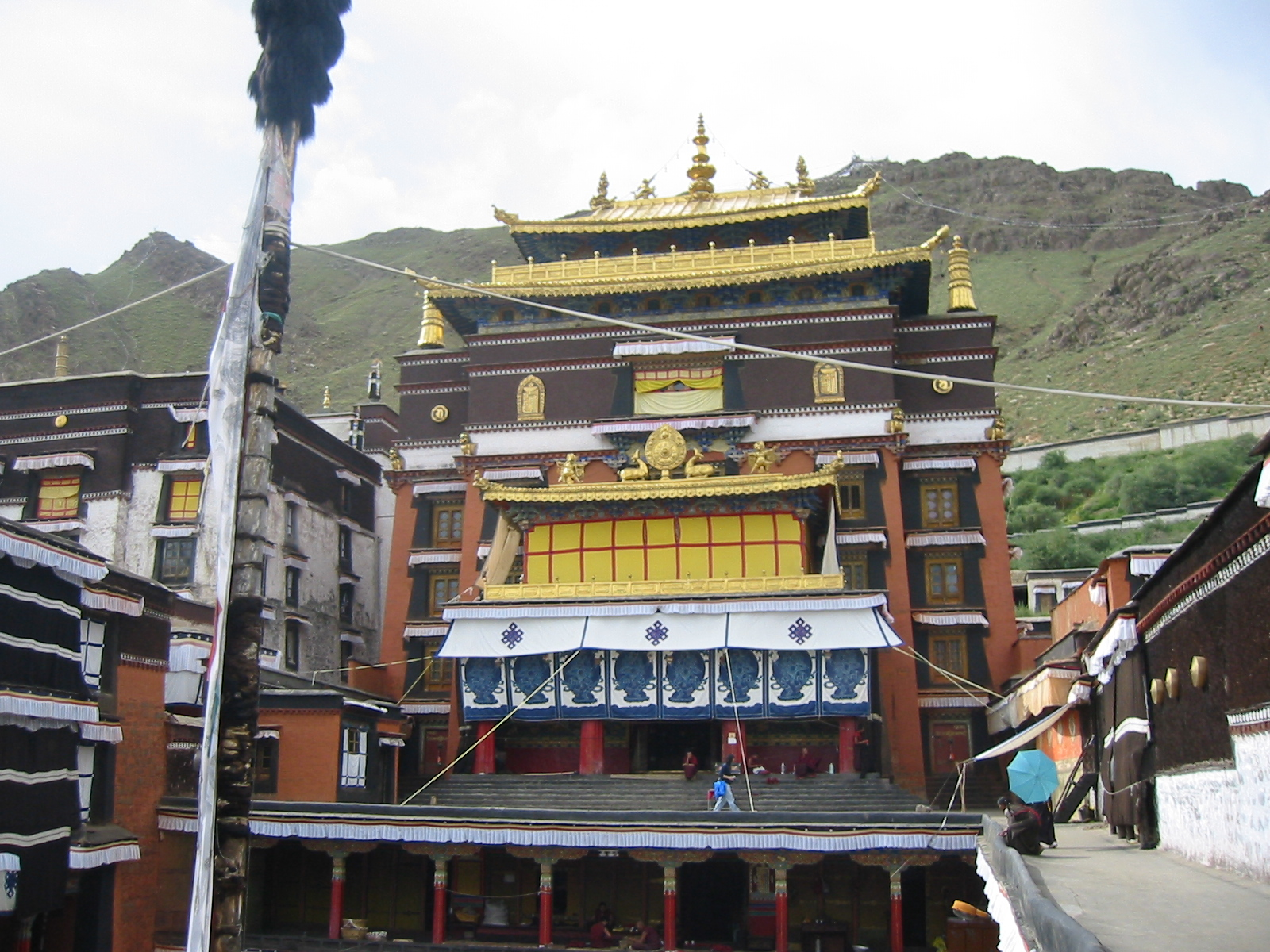
Tashilhunpo

- le monastère du Tashilhunpo, siège traditionnel du panchen-lama ;
- le dzong de Shigatsé, forteresse construite au XIVe siècle sous le nom de dzong de Samdrubtsé, puis reconstruite de 2005 à 2007 ;